# Kavkaz
 Ovo je glavno značenje pojma Kavkaz. Za druga značenja pogledajte Kavkaz (razdvojba).
Kavkaz je gorje koje tvori prirodnu granicu Europe i Azije, a zemljopisno je smješten između Crnog mora i Kaspijskog jezera. Ovaj masiv se obično smatra prirodnom jugoistočnom granicom Europe. Kavkaz se sastoji od dva odvojena planinska sustava, a to su Veliki Kavkaz i Mali Kavkaz. Najviši vrh je Elbrus koji se nalazi na 5642 metra nadmorske visine. Kavkaz je mlada planina. Nastao je podvlačenjem litosfernih ploča.